# Kilchberg (Bâle-Campagne)
Pour les articles homonymes, voir Kilchberg.
Kilchberg est une commune suisse du canton de Bâle-Campagne, située dans le district de Sissach.

## Monuments et curiosités
- L'église paroissiale réformée Saint-Martin a été construite en 1866 par Rudolf Zwilchenbart[4], un commerçant qui s'est enrichi en Angleterre, pour célébrer la mémoire de son père qui y est enseveli[5]. Le bâtiment en style néo-gothique a été dessiné par l'architecte bâlois Paul Reber[6].